# Рупці (Плевенська область)
Ру́пці (болг. Рупци) — село в Плевенській області Болгарії. Входить до складу общини Червен-Бряг.

## Населення
За даними перепису населення 2011 року у селі проживали 1173 особи.
Національний склад населення села:
| Національність   | Кількість осіб | Відсоток |
| ---------------- | -------------- | -------- |
| болгари          | 1000           | 86,9%    |
| цигани           | 141            | 12,3%    |
| турки            | 8              | 0,7%     |
| Всього відповіли | 1151           |          |

Розподіл населення за віком у 2011 році:
Динаміка населення: